# Йоа (яхта)
«Йоа» (норв. Gjøa) — первое в истории человечества судно, прошедшее Северо-Западным проходом из Атлантического океана в Тихий вокруг северной оконечности Американского континента. Экспедиционное судно Р. Амундсена в 1903—1906 годах. После прибытия в Сан-Франциско яхта была выставлена для всеобщего обозрения, в 1972 году перемещена в Морской музей Осло. С 2013 года над судном построен защитный шатёр.

## До 1903 года
«Йоа» была построена для морского промысла в 1872 году по заказу Осбёрна Зекса, и стала пятым однотипным судном, сошедшим с верфи Кнюта Йоханнесена Скаале в Росендале. Одномачтовая яхта не имела вспомогательного двигателя, материал для её постройки был норвежским. Имя получила в честь жены первого владельца. Промысел обыкновенно вёлся в водах провинций Финнмарк и Нурланд, в 1874 году яхта ходила в Швецию и Ригу, перевозя рожь и сельдь. «Йоа» имела отличные мореходные качества, а однажды её команда прошла из Бергена в Стамсунд за 67 часов, что, по-видимому, являлось рекордом для шлюпа. После затопления на мели у Кабельвога в 1882 году первый владелец избавился от судна, но продолжал следить за его судьбой и даже посвятил стихи Амундсену, вернувшемуся в 1906 году.
Повреждённая «Йоа» была доставлена для реконструкции в Нурланд. Там она была продана за 700 крон шкиперу Хансу Кристиану Йоханнесену. В 1884 году Йоханнесен совершил плавание в Карское море, а далее ежегодно ходил в Арктику на промысел сельди. В 1897 году «Йоа» побывала у восточного побережья Гренландии, а далее её экипаж был свидетелем отправления шведской экспедиции к Северному полюсу на воздушном шаре. В 1898 году Йоханнесен ходил на яхте на Новую Землю, откуда вернулся в Тромсё через Землю Франца-Иосифа и остров Белый. В 1900 году «Йоа» использовали как судно снабжения российско-шведской экспедиции на Шпицберген.
В январе 1901 года Амундсен купил «Йоа» в Тромсё на 10 000 крон, занятых им у старшего брата Густава. Судно находилось в отличном техническом состоянии, несмотря на то, что было «ровесником» полярника. Хотя «Йоа» по размерам значительно уступала судам, используемым предыдущими экспедициями, Амундсен полагал, что маленькая команда, получая ресурсы «от земли» (например, охотой), сможет лучше справиться с задачей прохождения Северо-Западным проходом, чем многолюдная экспедиция, подобная отряду Франклина. Поскольку совершенно отсутствовали данные о глубинах в проливах Канадского арктического архипелага, судно должно было иметь малую осадку и плоское днище. «Йоа» соответствовала всем этим требованиям. Немаловажным фактором сделки было и то, что Амундсен был стеснён в средствах.
15 апреля 1901 года Амундсен предпринял пробное плавание в Баренцево море, которое продолжалось около 5 месяцев; в Тромсё они вернулись 4 сентября. Попутно удалось добыть нарвала, 12 тюленей, двух моржей и белых медведей, что принесло прибыль в 8000 крон. Командиром судна был нанят Ханс Кристиан Йоханнесен — прежний владелец «Йоа». Судно успешно выдержало напор паковых льдов, но Амундсен полагал, что корпус требуется дополнительно укрепить и поменять оснастку. Зимой 1902 года судно было оснащено керосиновым двигателем в 13 л. с., к которому были подсоединены якорный шпиль и парусные лебёдки — это был один из первых в истории судостроения проектов механизации работы судовой команды. Двигатель фирмы «Дан» был непригоден для движения судна, но использовался для маневрирования.

## Экспедиция 1903—1906 годов
Личный состав экспедиции включал:
1. Руаль Амундсен — начальник экспедиции, гляциолог, специалист по земному магнетизму, этнограф.
2. Годфрид Хансен[нем.], датчанин по национальности — штурман, астроном, геолог и фотограф экспедиции. Старший лейтенант ВМФ Дании, участвовал в экспедициях в Исландию и на Фарерские острова.
3. Антон Лунд — шкипер и гарпунщик.
4. Педер Ристведт[норв.] — старший машинист и метеоролог.
5. Хельмер Хансен — второй штурман.
6. Густав Юл Вик[норв.] — второй машинист, ассистент при магнитных наблюдениях. Скончался от невыясненного заболевания 30 марта 1906 года.
7. Адольф Хенрик Линдстрём — кок и провиантмейстер. Участник экспедиции Свердрупа в 1898—1902 годах.

Амундсен прошёл через Северную Атлантику, Баффинов залив, проливы Ланкастер, Барроу, Пил, Франклина, Джеймса Росса и 9 сентября остановился на зимовку у юго-восточного берега острова Кинг-Вильям, которая, как оказалось, продлится два года. Гавань получила название Йоа-Хейвен. Эскимосы местного племени нетсилик появились 29 октября, отношения с ними складывались вполне удачно. Однако во время зимовки оказалось, что подбор маленького экипажа — всего 7 человек — был ошибочным, в результате уже с ноября возникло противостояние между Начальником (как называли Амундсена в дневниковых записях все члены экспедиции) и мотористом Педером Ристведтом. Кок Адольф Хенрик Линдстрём страдал алкоголизмом, со временем Амундсен испортил отношения и с другими членами команды. Для теплоизоляции внутренних помещений над всей палубой был натянут тент, а научное оборудование размещено на берегу в павильоне из упаковочных ящиков, снега и ледяных глыб, крыша была из ткани. Яхта не предназначалась для зимовок, поэтому в кормовой каюте температура постоянно держалась примерно на точке замерзания воды. Во вторую зимовку каюты были утеплены меховыми шкурами, на палубе устроили баню. Команде значительную часть полярной ночи приходилось сидеть в потёмках, поскольку ламп было мало и они были неудачной конструкции.
1 марта 1904 года Амундсен, Хансен и Ристведт, экипированные по-эскимосски, отправились в санный поход к Северному магнитному полюсу, в тот день стоял мороз в −53 °С. Вечером того же дня температура опустилась до −57 °С. В результате уже утром 5 марта команда вернулась на «Йоа», причём при возвращении собаки за 4 часа преодолели 10 миль, на которые по пути на полюс потребовалось потратить 2½ дня. Впрочем, уже 16 марта Амундсен и Хансен выступили во второй раз, 24 апреля они достигли позиции Северного магнитного полюса, определённой Джеймсом Кларком Россом в 1831 году. Обнаружив, что за прошедшие десятилетия полюс действительно изменил своё положение, Амундсен вернулся на корабль, проведя в походе семь недель. После этого, судя по дневникам членов экспедиции, Амундсен охладел к магнитным исследованиям и переключился на этнографию эскимосов, как оказалось в дальнейшем, его открытия в этой области способствовали успеху его экспедиций. В начале 1905 года он обнаружил у эскимосов сифилис и настрого запретил команде общаться с местными женщинами. В феврале отношения с эскимосами испортились: не имея понятия о частной собственности, местные жители позаимствовали съестные припасы из трюмов «Йоа», после чего начальник экспедиции взорвал ледяное иглу с помощью динамита и вообще стал относиться к аборигенам крайне воинственно.
13 августа 1905 года корабль покинул Йоа-Хейвен, маневрируя двигателем преодолел коварные проливы к югу от острова Виктория и вышел на запад в море Бофорта, а уже 26 августа оказался в заливе Маккензи на острове Хершел — месте зимовки китобоев. К удивлению Амундсена, все они были в курсе его экспедиции: брат Леон при поддержке Нансена провёл в США большую рекламную кампанию Амундсен для закрепления отношений поделился с зимовщиками мучными продуктами, которых на «Йоа» было в избытке.
Несмотря на то, что канадское побережье и северные берега Аляски в августе — сентябре 1905 года были свободны ото льда, Амундсен решил остаться на третью зимовку. Его спутники недоумевали о причинах такого решения: Амундсен объяснял зимовку именно тяжёлым состоянием льдов. Т. Буманн-Ларсен полагал, что главной причиной было то, что Начальник считал двухгодичное путешествие слишком кратким, ведь эпохальные экспедиции Нансена и Свердрупа длились 3 и 4 года, соответственно.
Поскольку «Йоа» была лишена прямой связи с внешним миром, Амундсен 24 октября 1905 года на нартах с 12 собаками и эскимосской семейной парой в качестве ассистентов выступил в 800-километровый путь до ближайшего телеграфа в Игл-Сити на Аляске. 3 февраля 1906 года Амундсен пустился в обратный путь на остров Хершел и прибыл на «Йоа» 12 марта, преодолев всю трассу за 30 походных дней. Вскоре началось потепление: уже 22 марта температура поднялась выше нуля, заболел самый младший член команды — Густав Вик. Лечением его занимался Амундсен, поначалу последовало улучшение, но 30 марта болезнь обострилась. К врачу, имевшемуся у китобоев, обратились слишком поздно, и 31 марта Вик скончался.
Только 1 июля 1906 года «Йоа» смогла сняться с места, мыс Барроу преодолели 30 августа в сильный шторм. На этом покорение Северо-Западного прохода было завершено. Зайдя в Ном 31 августа, «Йоа» двинулась дальше и 19 октября 1906 года прибыла в Сан-Франциско.

## Последующая судьба
Прибыв в Сан-Франциско, Амундсен намеревался обогнуть мыс Горн, и вернуться в Норвегию своим ходом, но норвежское землячество Калифорнии убедило его продать яхту. Стеснённый в средствах исследователь согласился, и «Йоа» была выставлена под открытым небом в парке Голден-Гейт, постепенно разрушаясь от непогоды и вандализма. Судно начали приводить в порядок к 1939 году — времени прибытия наследного принца Норвегии с визитом, но в 1941 году все работы были прерваны. Средства на реставрацию «Йоа» предоставило норвежское правительство в 1947 году. Из подлинной древесины остались киль, набор корпуса, подводная обшивка и нижняя палуба. Работы были окончены в 1949 году, после чего мэр Сан-Франциско объявил, что расходы на сохранение корабля-памятника берёт на себя муниципалитет, но это не было исполнено и разрушение началось вновь. Во время визита норвежского короля Улафа в Сан-Франциско в 1968 году был сделан косметический ремонт, но почти все конструкции к тому времени были поражены гнилью. В 1971 году в Осло был создан норвежский комитет «Йоа», который добивался возвращения корабля на родину. К 100-летию Амундсена в 1972 году «Йоа» была погружена на трейлер и доставлена на борт сухогруза «Биллабон», 2 июня прибыв в Осло. Яхта была размещена под открытым небом на бетонном основании на полуострове Бюгдё близ Музея Фрама. В летний сезон 1972 и 1973 годов были проведены работы по реставрации, в ходе которых почти весь палубный настил и обшивка были заменены; в 1974 году были восстановлены носовая и кормовая каюты.
В 2013 году «Йоа» была убрана под защитный шатёр близ Музея Фрама. В 2017 году началась реставрация, целью которой является максимальное приближение судна к тому виду, который оно имело в 1903 году. Двигатель и механический привод сохранились в Музее Фрама и были переданы для установки на «Йоа».
- «Йоа» в 1903 году
- «Йоа» в 2005 году
- «Йоа» под шатром
- Внешний вид защитного шатра